# Різницева машина

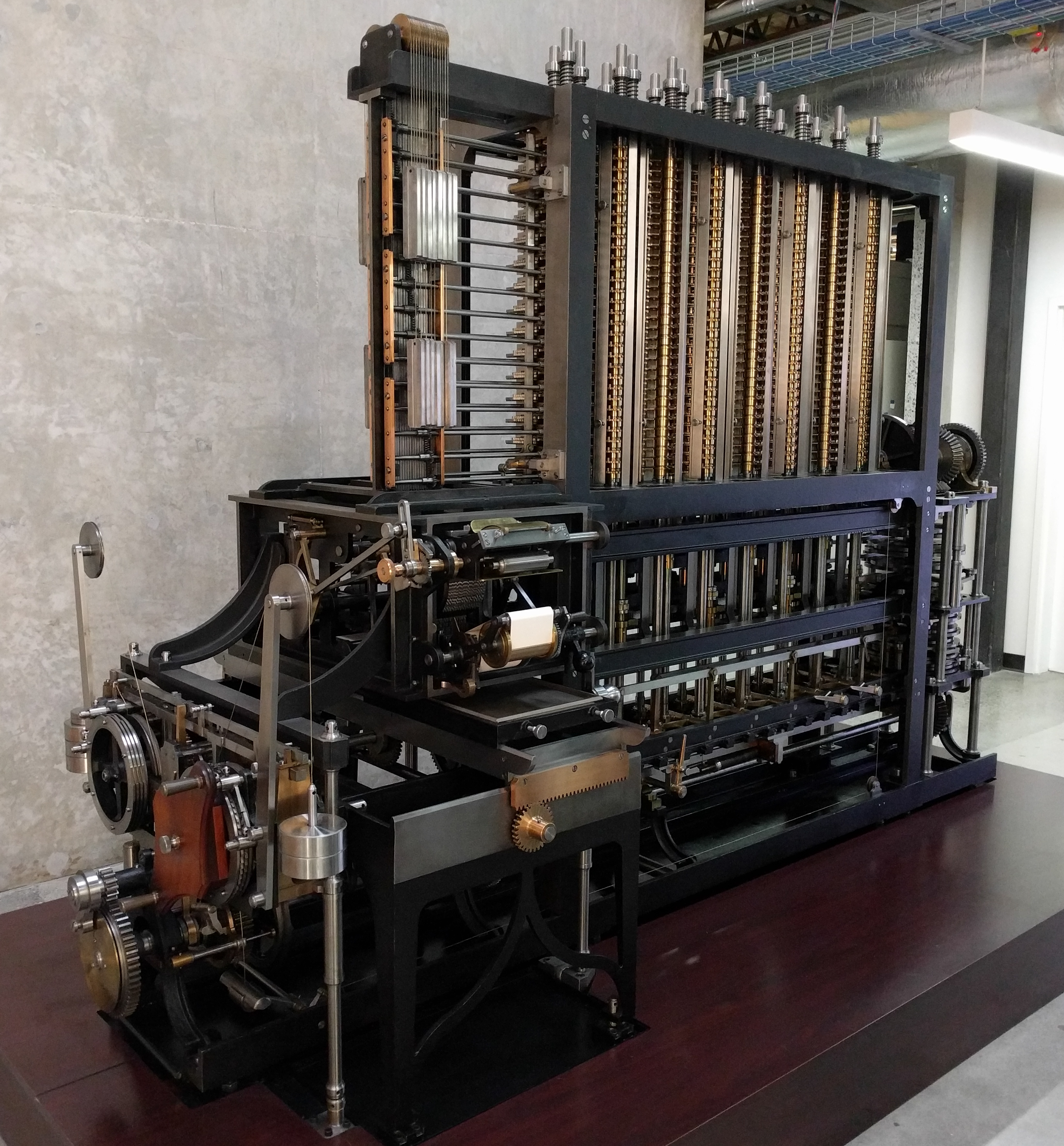
Копія різницевої машини № 2 (Лондонський музей науки)

Різнице́ва маши́на (англ. Difference engine) — механічний апарат, винайдений англійським математиком Чарльзом Беббіджем, призначений для автоматизації обчислень шляхом апроксимації функцій многочленами і обчислення скінченних різниць. Можливість наближеного подання в многочленах логарифмів і тригонометричних функцій дозволяє розглядати цю машину як досить універсальний обчислювальний прилад.
Попри те, що різницева машина часто розглядається як предтеча персональних калькуляторів і комп'ютерів, вона мала дещо інше призначення. Машина повинна була складати й друкувати високоточні математичні таблиці, які потім розсилалися б за місцем призначення.
Беббідж розробив дві різницеві машини та проєкт програмованої аналітичної машини. Конструкція останньої, хоча була механічною, містила ті самі функціональні складники, що й електронний комп'ютер: пристрій введення, оперативну пам'ять, процесор і пристрій виведення. За підтримки Джозефа Клемента Беббідж створив різні робочі прототипи, зокрема «різницеву машину № 1» в 1832 році, але жоден з них не втілив цілком задуму математика. Його зусилля надихнули низку математиків та інженерів у Англії та США на створення власних, простіших, машин.

## Історія

### Передумови винайдення
На початку XIX ст. математики, мореплавці, інженери, геодезисти та банкіри замість калькуляторів покладалися на друковані математичні таблиці.  Їхнє створення вимагало значних зусиль від людей-обчислювачів, і навіть попри ретельну працю помилки траплялися доволі часто — не лише під час складання, а й у процесі  друку. 
Чарльз Беббідж підрахував, що подібні помилки коштували мільйони фунтів стерлінгів і призводили до серйозних наслідків, включно з посадкою кораблів на мілину.  У 1821 році, під час розмови з другом Джоном Гершелем, він заявив про бажання автоматизувати створення математичних таблиць.

### Різницеві машини Беббіджа

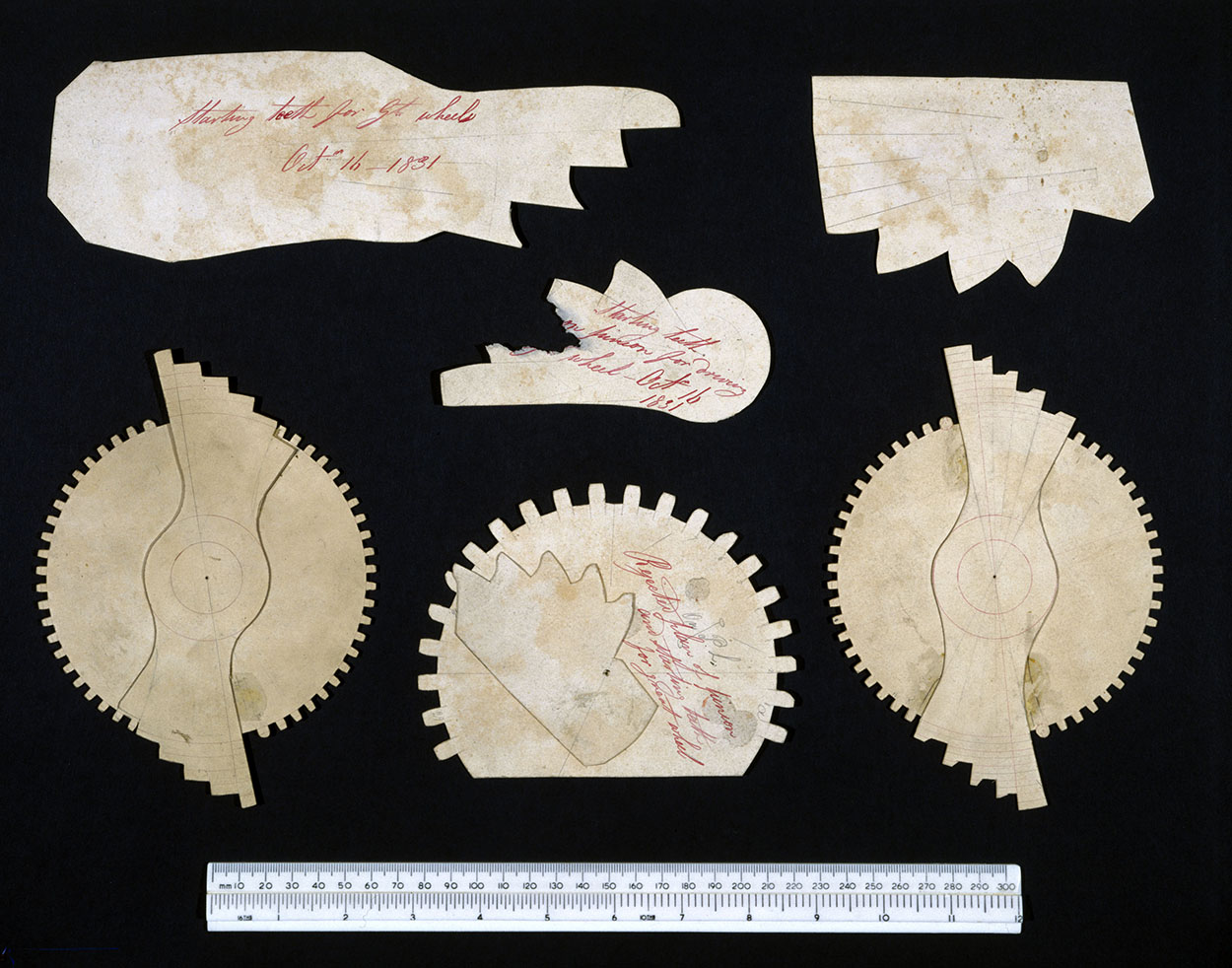
Картонні деталі, з якими експериментував Беббідж

З 1819 по 1822 роки Беббідж сконструював невелику робочу модель машини, здатну проводити обчислення та друкувати таблиці квадратів для навігації в морі. Машина рухалася за допомогою ручного важеля.
У доповіді, прочитаній у Королівському астрономічному товаристві 14 червня 1822 року під назвою «Примітка щодо застосування машин для обчислення астрономічних таблиць», Беббідж заявив про ідею створення складнішої «Різницевої машини», що використовувала принцип скінченних різниць, яким послуговувалися люди-обчислювачі. В 1823 за роботу зі створення обчислювальної машини Беббіджа нагородили першою золотою медаллю Астрономічного товариства. Британський уряд взявся фінансувати роботу над механізмом. Машина була завершена в 1832 році і складалася з близько 2 тис. деталей. Склав її інженер, токар Джозеф Клемент. Беббідж продемонстрував її роботу, але цей механізм складав лише ⅐ від запланованої.

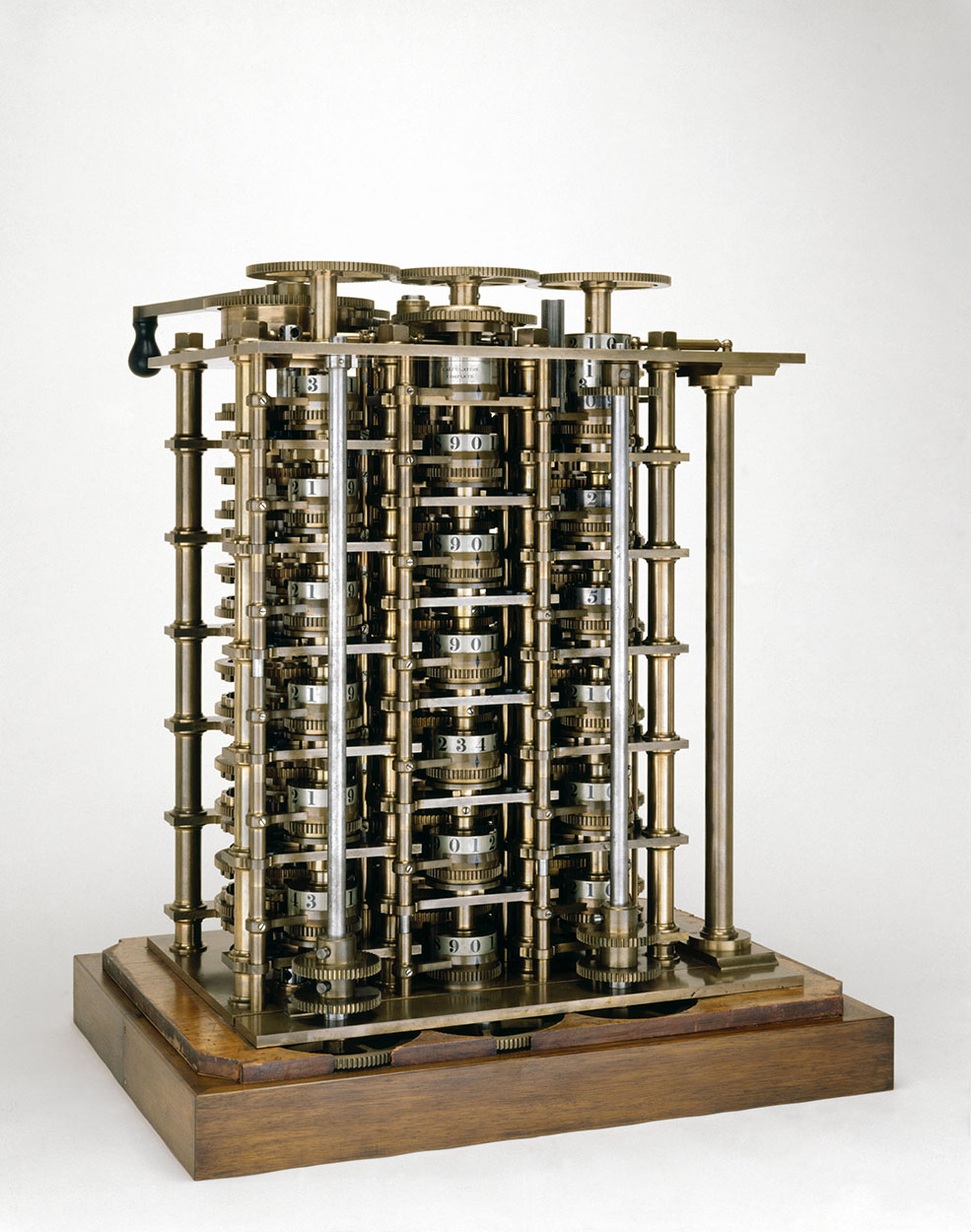
Різницева машина № 1

Машина виконувала лише додавання та віднімання, які було набагато легше механізувати, ніж множення. Різницева машина цілком складалася з механічних компонентів — латунних зубчатих коліс, стрижнів, храпових механізмів тощо. Числа представлялися в десятковій системі положеннями зубчатих коліс, які мали по 10 зубців. Беббідж розглядав використання систем числення, включаючи двійкову, а також з основами 3, 4, 5, 12, 16 та 100. Але спинився на десятковій, щоб зменшити кількість рухомих частин і полегшити користування машиною.
Створення машини потребувало масового виробництва однакових деталей. Беббідж спершу експериментував з картонними деталями й невеликими пробними механізмами. Металеві деталі доводилося виготовляти вручну, Беббідж постійно вносив зміни до конструкції. З цієї причини початкове фінансування в 1,5 тис. фунтів стерлінгів виявилося замалим. Беббідж доклав власних 5 тис., сподіваючись, що задум окупиться. Нездійснений проєкт 1830 року показує машину, здатну оперувати 16-ма розрядами та 6-ма порядками різниці. Для цього потрібно було 25 тис. деталей, включаючи друкарський верстат для таблиць.
Беббідж отримав у 1833 році спеціально збудовану майстерню зі скляним дахом для освітлення і кімнатою, захищеною від пожежі, для зберігання машини. Але через конфлікт із Клементом щодо простоїв, робота над машиною зупинилася в 1833 році. Британський уряд визнав проєкт надто дороговартісним. Казначейство витратило загалом 17,5 тис. фунтів стерлінгів. За таку суму можна було сконструювати 20 паровозів. Але в червні 1833 року Беббідж познайомився з Адою Лавлейс, яка надалі відстоювала необхідність створення різницевої машини.
У 1834 році Беббідж задумав ще складнішу й потужнішу аналітичну машину. Її можна було програмувати за допомогою перфокарт, які на той час застосовувалися в промислових ткацьких верстатах. Машина містила сховище інформації, де зберігалися введені дані та проміжні результати, та окремий блок, де виконувалася арифметична обробка. Вона могла б виконувати додавання, віднімання, множення та ділення; реалізувати розгалуження, цикл та інші програмні конструкції. Беббідж працював над такою машиною до кінця свого життя попри відсутність фінансування, що припинилося в 1842 році.
Проте у 1840 році Беббідж прочитав у Турині серію лекцій про свою аналітичну машину, що отримало велике визнання. Італійський математик Луїджі Федеріко Менабреа опублікував опис цієї машини французькою мовою у 1842 році під назвою «Notions sur la machine analytique» («Поняття про аналітичну машину»). Ада Лавлейс переклала цю працю англійською мовою, а Чарльз Вітстон запропонував Аді доповнити переклад прикладом роботи аналітичної машини. Отримані «Нотатки», опубліковані в 1843 році в «Наукових мемуарах» Річарда Тейлора, були втричі довші за оригінальне есе Менабреа та містили те, що багато істориків вважають першим алгоритмом або комп'ютерною програмою для обчислення числа Бернуллі.
Між 1847 по 1849 роками Беббідж розробляв «різницеву машину № 2», для чого використав результати роботи над аналітичною машиною. Конструкція машини № 2 потребувала втричі менше деталей, ніж перша різницева машина. Проте всі напрацювання щодо неї були суто теоретичними.
На момент смерті Беббіджа в 1871 році, було завершено тільки невелику частину машини. В повному розмірі вона була б завбільшки з невеликий локомотив і працювала б від парового двигуна, але сам Беббідж визнав її надто складною.

### Обчислювальні механізми Шойца

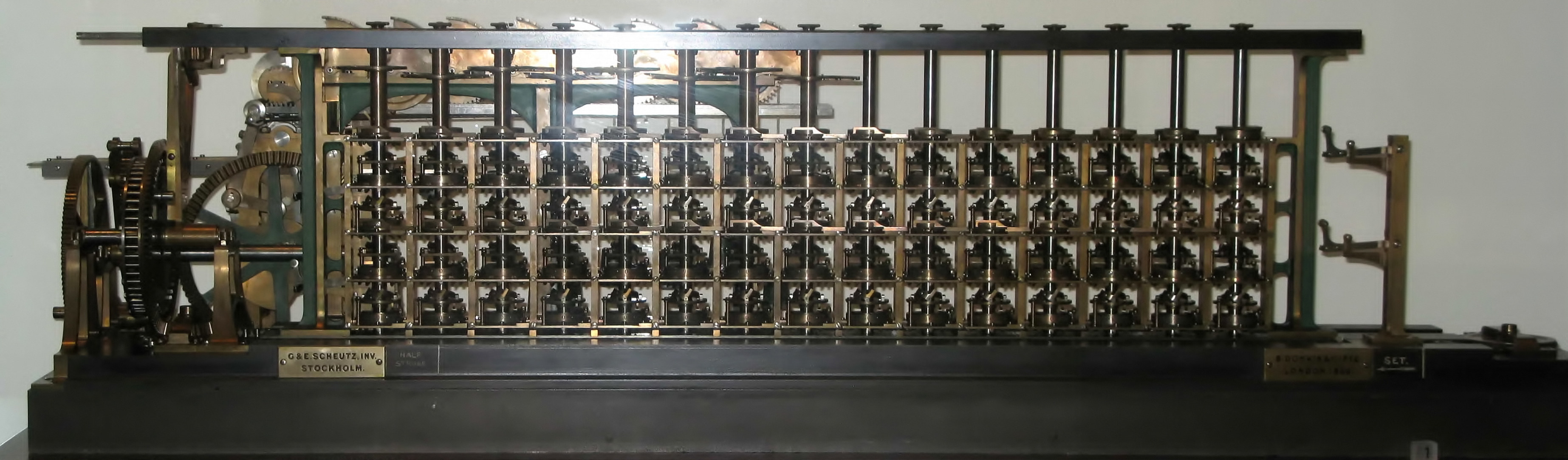
Третя різницева машина Пера Георга Шойца

Натхненний статтею про різницеву машину Беббіджа в 1834, Пер Георг Шойц збудував кілька експериментальних моделей. В 1837 його син Едвард запропонував збудувати робочу модель з металу, і в 1840 закінчив обчислювальну частину, яка могла обчислювати послідовності 5-розрядних чисел і різниць першого порядку, в 1842-му розширену до різниць третього порядку. В 1843, після додавання друкарської частини, модель була завершена.
В 1851 почалася фінансована урядом робота над більшою і кращою (15-розрядні числа і різниці четвертого порядку) машиною, яка була закінчена в 1853-му. Машину демонстрували на світовій виставці в Парижі в 1855, а в 1856 продали обсерваторії Дадлі в Олбані (Нью-Йорк). Доставлена в 1857, вона була на той час найбільшим проданим друкуючим калькулятором. В 1857 британський уряд замовив у Шойца ще одну різницеву машину, яку збудували в 1859. Вона мала таку ж конструкцію, як попередня, і важила близько 500 кг. Однак, машина Шойца не мала механізму переривання обчислень у разі помилок, тому була вразлива до поломок.

### Інші машини
Мартін Віберг удосконалив конструкцію Шойца близько 1859 року. Його машина використовувала інший друкарський пристрій. З 1860 могла видавати таблиці відсотків, а з 1875 — логарифмічні таблиці.
Альфред Дікон з Лондона приблизно в 1862 році створив машину для обчислення малих різниць (20-значні числа та різниці третього порядку).
Американець Джордж Б. Грант почав роботу над власною обчислювальною машиною в 1869 році, не знаючи про напрацювання Беббіджа та Шойца. В 1870 він дізнався про ці різницеві машини та в 1871 році представив власний аналог. Машину масою 910 кг було збудовано в 1876 році. Її можна було розширити для підвищення точності.
Крістель Гаманн побудувала машину, здатну оперувати 16-розрядними числами та різницями другого порядку у 1909 році. Вона важила близько 40 кг.

## Принцип роботи

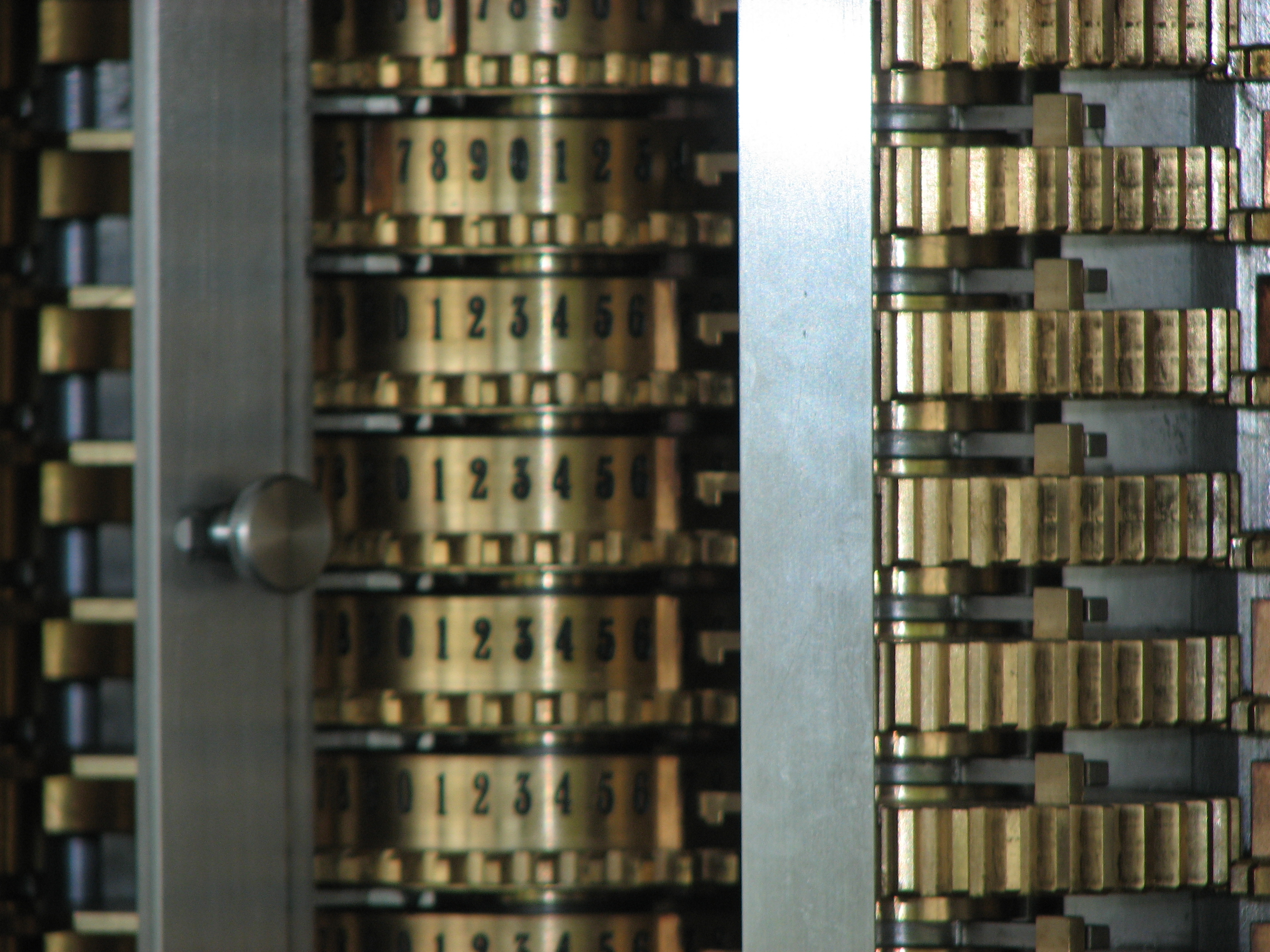
Стовпці з розрядами чисел і блокувальні рейки

Перевагою методу скінченних різниць є те, що він усуває необхідність множення та ділення й дозволяє обчислювати значення многочлена лише за допомогою простого додавання. Щоб додати два числа, використовувалися зубчаті колеса, на яких містилися ці числа. Коли помістити між ними третє колесо, одне з зубчатих коліс (з доданком A) передавало обертання другому (з доданком B). Коли перше колесо ставало в положення «0», друге ставало в положення, що давало суму. Колеса були нанизані на вали і формували стовпці. Вертикальні рівні стовпців відповідали розрядам чисел. Важелі між стовпцями переносили одиниці по розрядах. Від'ємні значення реалізовувалося за допомогою додаткових коліс. Обчислювальні машини Беббіджа використовували числа від «0» до «9», яким відповідали зубці на колесах. Якщо зубчате колесо зупинялося в положенні між цілими числами, значення вважалося невизначеним, і машина зупинялася, заклинюючи.
Щоб ввести числа в машину, треба було відпустити блокувальні рейки на стовпцях введення і вручну встановити колеса з цифрами в потрібне положення. Далі слід було зробити повний оберт ручки кривошипа, розташованого збоку.
Пристрої виведення могли бути своєрідним принтером, перфоратором карт та графічним плоттером. Різницева машина № 2 та аналітична машина передбачали друк результатів обчислень на папері за допомогою стереотипа з гіпсу. Функції, доступні користувачам, передбачали зміну висоту рядка, задання кількості стовпців, змінні поля стовпців, автоматичне перенесення рядків або стовпців, а також залишання порожніх рядків для зручності читання.

## Перспективи використання
Різницева машина була кроком до створення аналітичної машини. Остання мала бути універсальним, повністю програмно керованим, автоматичним механічним комп'ютером. До Беббіджа ніхто задумувався про такий пристрій, не кажучи вже про спроби його побудувати.
В аналітичній машині були компоненти, характерні для сучасних комп'ютерів, але суто механічні: «млин» (процесор), «сховище» (оперативна пам'ять), «читач» (пристрій введення перфокарт) і «друкар» (принтер).
У 1843 році Ада Лавлейс опублікувала звіт про аналітичну машину, де припустила, що машину можна використовувати не лише для рахування, а й маніпулювати літерами та музичними нотами.

## Реалізація

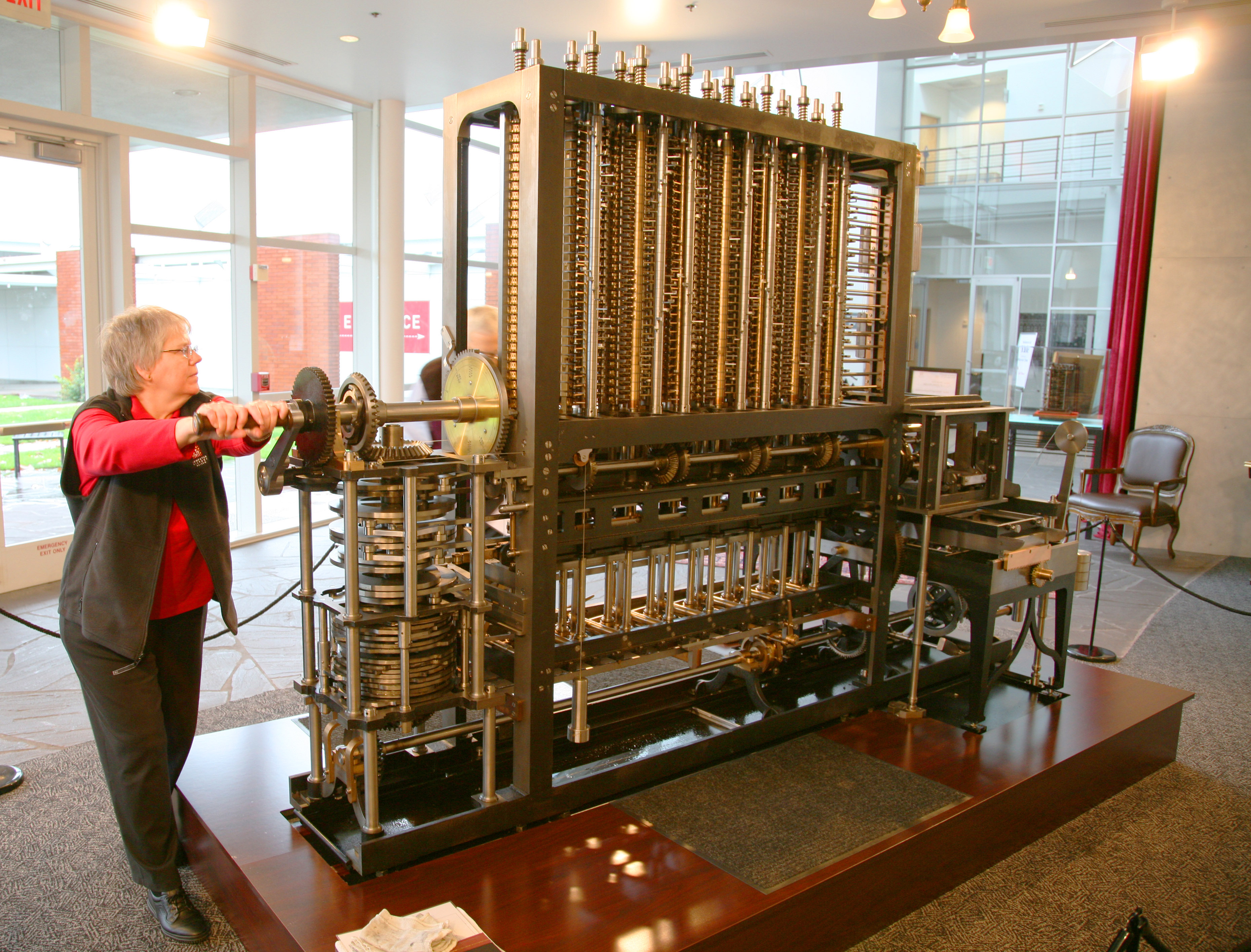
Різницева машина № 2

Генрі Беббідж, син Чарльза Беббіджа, в 1874 році, пішовши у відставку з військової служби, продовжив батькову справу. В 1880 році він почав роботу зі створення частин повнорозмірної різницевої машини № 1. У 1888 році Генрі Беббіджу вдалося створити механічний процесор і друкарський механізм.
Британська Група музеїв науки з нагоди 200-річчя дня народження Беббіджа розпочала у 1985 році будівництво робочої різницевої машини № 2. Цю роботу очолив тодішній куратор відділу обчислювальної техніки Дорон Свейд. Різницева машина № 2 була остаточно завершена в 2002 році, коли її обладнали механізмом для друку математичних таблиць. Машина працює від обертання ручного кривошипа. Протягом багатьох років машина експонувалася в Музеї історії комп'ютерів у Каліфорнії.
Також Королівський університет Голловей у Лондоні створив спрощену версію різницевої машини № 2, що працює від парового двигуна. Архів напрацювань Беббіджа щодо різницевої машини став доступний широкому загалу в 2016 році в оцифрованому вигляді.
Аналітична машина, попри спроби її збудувати в 2010 році, так і лишилася в проєкті.

## У культурі
Роман Брюса Стерлінга та Вільяма Ґібсона «Різницева машина» (1990) описує альтернативне XIX століття, де різницева машина Беббіджа пішла у масове виробництво, призвівши до радикальних змін у суспільстві.
Виставка сучасного мистецтва в галереї Ліссон у Нью-Йорку 2018 року отримала назву «Різницева машина». Її темою був контраст між утопічними очікуваннями від технологій та їх реальним використанням.